# Phalacrocorax nivalis
Phalacrocorax nivalis là một loài chim trong họ Phalacrocoracidae.